# Marian Strzelecki (malarz)
Marian Strzelecki (ur. 1 kwietnia 1924 w Sieciechowie, zm. 11 lutego 1973 w Sopocie) – polski malarz, pedagog PWSSP w Gdańsku w latach 1951–1956.

## Życiorys
W czasie II wojny światowej walczył w szeregach Armii Krajowej (jego dowódcą był Antoni Heda). Studiował w Państwowej Wyższej Szkole Sztuk Plastycznych w Gdańsku na Wydziale Malarstwa w pracowni prof. Artura Nacht-Samborskiego i tkaninę w pracowni prof. Józefy Wnukowej. Studia ukończył w 1951, dyplom otrzymał w 1955. W latach 1951–1956 pracował na stanowisku asystenta w Pracowni Tkaniny prof. Józefy Wnukowej. Brał udział w odbudowie Głównego Miasta w Gdańsku (wykonywał ścienne malarstwo dekoracyjne na elewacjach kamienic przy ul. Długiej). Artysta uprawiał malarstwo i tkaninę artystyczną.
Żonaty z Wacławą Zuzanną Strzelecką (1924–2012), również malarką.
Zginął w wypadku samochodowym. Został pochowany na cmentarzu katolickim w Sopocie (kwatera A2).

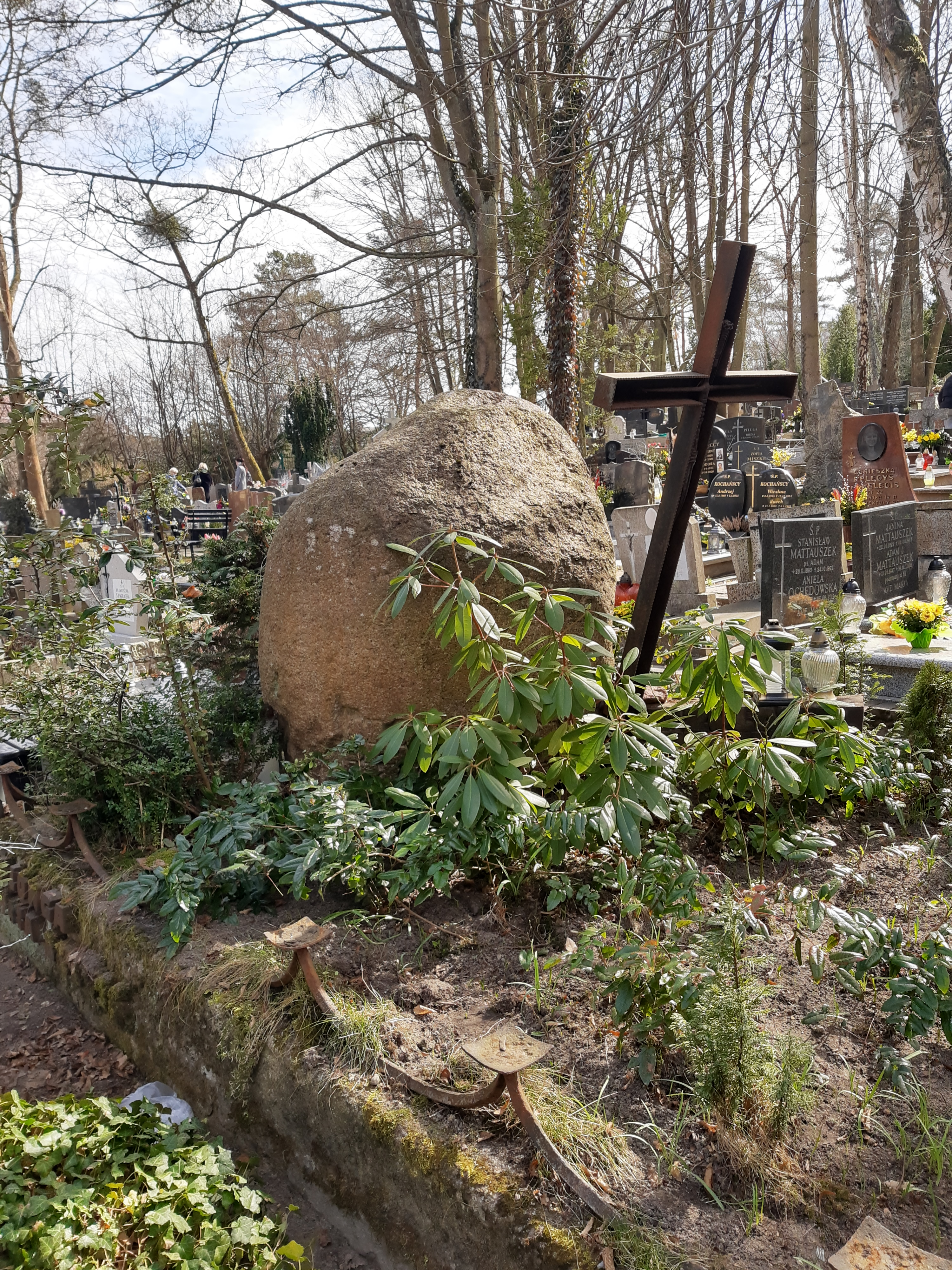
Grób Mariana Strzeleckiego na cmentarzu katolickim w Sopocie